# Brachymenium speciosum
Brachymenium speciosum är en bladmossart som beskrevs av Steere 1948. Brachymenium speciosum ingår i släktet Brachymenium och familjen Bryaceae. Inga underarter finns listade i Catalogue of Life.